# Apiario Editora
Apiario és una editorial independent dedicada a la publicació d'obres de literatura gallega actual. El segell va ser fundat el 2014 a A Coruña per les escriptores Antía Otero (A Estrada, 1982) i Dores Tembrás (Bergondo, 1979). El nom d'Apiario («apiari», conjunt de ruscos d'abelles) apunta a l'índole artesana i comunitària de la seves aportacions al món de l'edició: «La filosofia de l'editorial és fer llibres molt pulcres i la nostra motivació és publicar textos que ens fascinin en un format que respongui a aquesta filosofia.»

## Catàleg
D'aquest nom deriven també les designacions de les sèries del segell, com ara la col·lecció de poesia en llengua gallega Cera Labrada i la de literatura infantil Niño de Abella. A la col·lecció Cera Labrada s'hi troben algunes de les obres més apreciades de la lírica gallega recent: el llibre de poemes Celebración (2014), de Gonzalo Hermo, títol inaugural de la casa guardonat amb el Premi de la Crítica, i poemaris també premiats com O deserto (2015), de María do Cebreiro, Lumes (2017), d'Ismael Ramos, i Todo isto antes era noite (2018), de Lucía Aldao.
El desig de difondre la jove poesia gallega es va materialitzar en No seu despregar (2016), una antologia que acull versos de divuit poetes nascuts entre 1985 i 1997. El mateix any que Cera Labrada es va encetar la col·lecció de literatura infantil Niño de Abella amb Porque Cuqui non quere ir á lavadora (2014), de María Lado, amb il·lustracions de Yanina Torres Tuirán. Un any després, amb una obra col·lectiva sobre didàctica de la literatura titulada Poesía hexágono. Ollada e Experiencia. Proposta e resposta nas aulas (2015), es va estrenar la col·lecció d'assaig i divulgació Abella Mestra; i el 2016, amb els poemes d'Auga a través de Dores Tembrás, la col·lecció Pan de Abella de plaquettes.

## Premis
El 2017, a la III Gala do Libro Galego (organitzada conjuntament per la Federació de Llibreries de Galícia, l'Associació Gallega d'Editores i l'Associació d'Escriptores i Escriptors en Llengua Gallega), una obra publicada per Apiario va ser distingida amb el premi al llibre millor editat de l'any: es tractava del poemari Lumes (2017), d'Ismael Ramos.